# Patty Aubery
Patty Aubery és una autora estatunidenca de Califòrnia. Va escriure alguns llibres com la sèrie Chicken Soup for the Soul, inclosa Chicken Soup for the Christian Soul.
Com a líder dels drets de les dones, Aubery va escriure un llibre només per a dones, Chicken Soup for the Christian Soul. El llibre explica històries de dones que s'enfronten a reptes, temps difícils i renoven la fe. Els capítols contenen Fe, Amor familiar, Poder curatiu de déu, Amistat, Marcar la diferència, Desafiaments i Meravelles.
Ella estava al programa "Wake!" a la televisió el 2015. El 2017 també va estar a la pel·lícula Soul of Success. Els seus escrits van cridar l'atenció dins del gènere d'autoajuda. És col·laboradora de diversos llibres en l'àrea d'autoajuda, ment i cos, entrenament, lluita per la vida, diners, èxit, i innovació. L'autora Lisa Nichols va escriure que Aubery "era una força per a la possibilitat". Molta gent creu que els seus llibres són importants per llegir.